# Ryan Field (estádio)
O Ryan Field é um estádio localizado em Evanston, Illinois, Estados Unidos, possui capacidade total para 47.130 pessoas, é a casa do time de futebol americano universitário Northwestern Wildcats football da Universidade do Noroeste. O estádio foi inaugurado em 1926, leva o nome do empresário Pat Ryan.